# Sigve Lie
Pour les articles homonymes, voir Lie.
Sigve Lie est un skipper norvégien né le 1er avril 1906 à Haugesund et mort le 18 mars 1958 à Oslo.

## Biographie
Sigve Lie participe aux Jeux olympiques d'été de 1948 à Londres, où il remporte avec Håkon Barfod et Thor Thorvaldsen la médaille d'or en classe Dragon. Le trio norvégien conserve son titre aux Jeux olympiques d'été de 1952 à Helsinki.